# Llac Cohoha
El llac Cocoha (o Cyohoha Sud o Tshohoha) és un petit llac d'Àfrica central, repartit entre la Província de l'Est al Sud de Ruanda i la província de Kirundo al Nord de Burundi, com el llac Rweru, situat una mica més a l'Est. De la zona del llac hi ha uns 19,5 km² a Ruanda i 59 km² a Burundi. El llac s'estén sobre una longitud d'uns 27 quilòmetres en direcció nord-oest-sud-est i té una gran conca.
També hi ha un llac Cyohoha Nord, molt menys extens, situat 15 kilòmetres més al nord com el seu nom indica.